# Cantone di Vesoul-1
Il Cantone di Vesoul-1 è una divisione amministrativa dell'arrondissement di Vesoul.
È stato costituito a seguito della riforma approvata con decreto del 17 febbraio 2014, che ha avuto attuazione dopo le elezioni dipartimentali del 2015, ridefinendo il soppresso cantone di Vesoul-Ouest.

## Composizione
Comprende parte della città di Vesoul e i comuni di:
- Andelarre
- Andelarrot
- Chariez
- Charmoille
- Échenoz-la-Méline
- Montigny-lès-Vesoul
- Mont-le-Vernois
- Noidans-lès-Vesoul
- Pusey
- Pusy-et-Épenoux
- Vaivre-et-Montoille